# Урсуляк Віоріка Михайлівна
Віоріка Михайлівна Урсуляк (26 березня 1894, Чернівці — 23 жовтня 1985, Ернольд, Тіроль, Австрія) — буковинська оперна співачка (мецо-сопрано).

## Біографія
Віоріка Михайлівна Урсуляк народилася 26 березня 1894 року в м. Чернівці у родині церковного хориста Михайла Урсуляка, який родом з с. Ґоґолина, тепер с. Зелений Гай Новоселицького району. У 1927 році закінчила Віденську консерваторію. Грала в оперних театрах Відня, Франкфурта-на-Майні, Дрездена, Берліна. Віоріка Урсуляк — дружина директора Віденської опери Клеменса Крауса.

## Творча діяльність
Актриса зіграла головні ролі в операх Р. Штрауса («Арабелла», «Капріччіо», «Жінка без тіні», «Кавалер троянди», «Кохання Данаї».
З великим успіхом виконувала партії в операх Моцарта, Бетховена, Вагнера, Верді, Пуччіні та інших. Виступала з концертами у багатьох містах Європи, підтримувала зв'язки з Буковиною. 5 січня 1920 року виступала у Чернівцях. Голос співачки записаний на платівках «Полідор», «Кавалер троянд», «Летючий голландець» та інших. Звучить у радіоетері Відня, Бухареста, інших міст Європи.

## Вшанування пам'яті

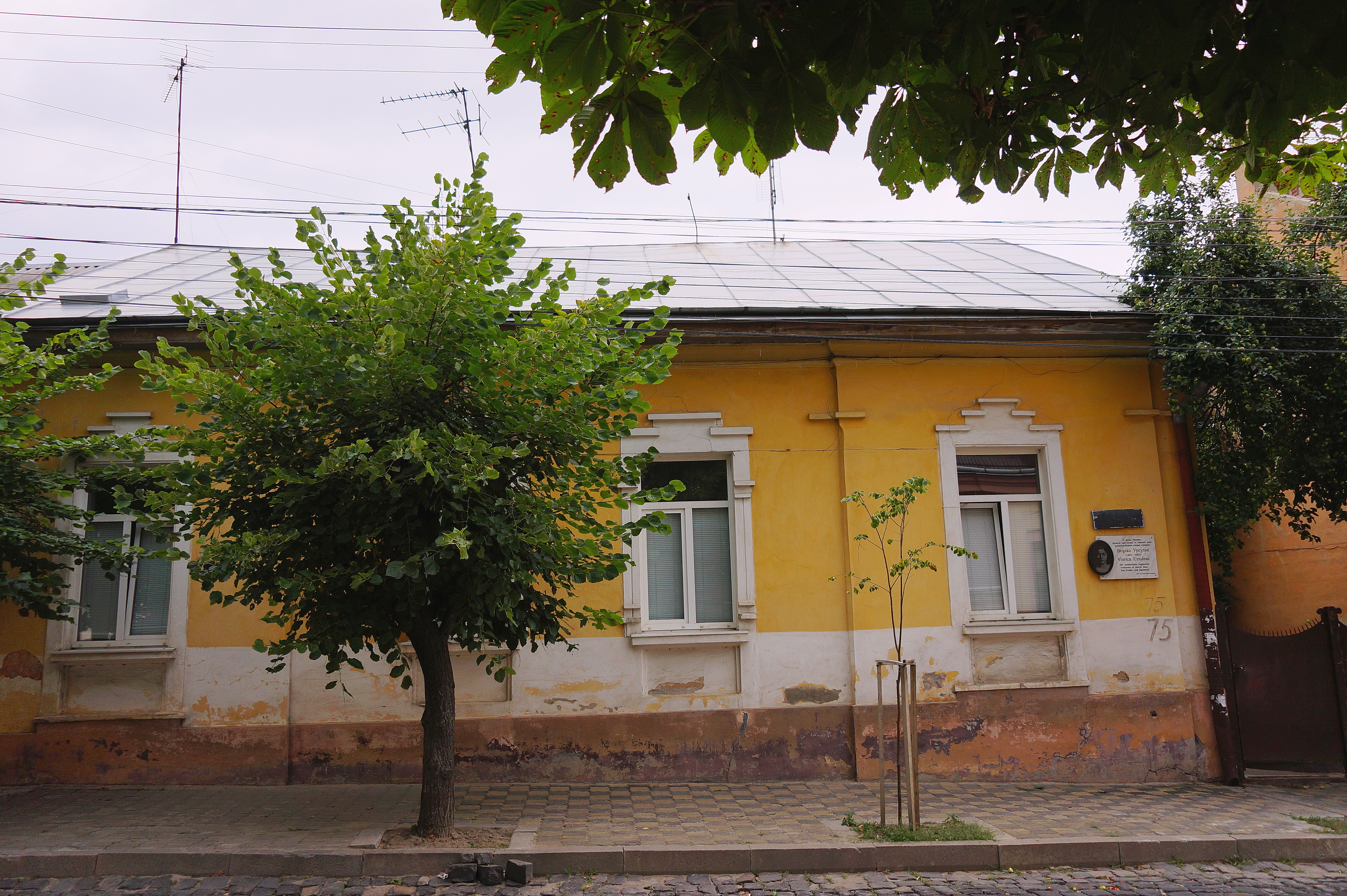
Будинок, в якому мешкала Урсуляк Віоріка (1894—1985) — буковинська оперна співачка (мецосопрано). Чернівці, вул. Шевченка, 75

- Її ім'я включено до довідника «Література і мистецтво Буковини в іменах» (Чернівці: видавничий дім «Букрек», 2005. — С. 271. — ISBN 966-8500-64-4.
- У Чернівцях на будинку на вул. Тараса Шевченка, 75 відкрито меморіальну таблицю: «В цьому будинку провела свої дитячі та юнацькі роки всесвітньо відома оперна співачка Віоріка Урсуляк (1894—1985)».